# Csokonai Attila
Csokonai Attila (Kisbajom, 1951. január 12. –) költő, műfordító, tanár, könyvtáros, vállalkozó, főszerkesztő-helyettes.
Iskoláit Belegben (1–2. osztály) és Kaposvárott végezte, a kaposvári Munkácsy Mihály Gimnáziumban érettségizett (1969-ben), majd a szegedi József Attila Tudományegyetem Bölcsészettudományi Karán szerzett magyar–német szakos középiskolai tanári oklevelet 1974-ben. Az egyetem elvégzése után volt újságíró gyakornok (Szegedi Egyetem, 1973–1975), általános iskolai tanár (Alagi téri Általános Iskola, 1975), tájékoztató könyvtáros a Fővárosi Szabó Ervin könyvtárban (1975–1977), ezt követően 1993-ig a Móra Ferenc Ifjúsági Könyvkiadó propaganda-szerkesztőjeként dolgozott.
2001–2006 között könyvtárosként az Írószövetség alkalmazásában állt. 1997-ben lett vállalkozó, illetve 1997 óta a Könyvhét c. kulturális havilap főszerkesztő-helyettese.

## Művei
- Rastignac a Szabadság-hegyen; Kozmosz Könyvek, Bp., 1981
- InEdith; Fekete Sas, Bp., 2001
- Dirádó. Egy eremita filosz versei és költeményei; Fekete Sas, Bp., 2006
- Hófehérke és a berlini fiúk. Egy hivatásos olvasó kalandozásai a gyermek- és ifjúsági irodalomban; Kiss József, Bp., 2010 (Könyvhét könyvek)
- Pilátus-park; Fekete Sas, Bp., 2012
- Szabadmatt, Kiss József Könyvkiadó, Bp., 2022